# Denis Black
Denis Black (Denis Victor Black; * 20. Oktober 1897 in Aylsham, Norfolk; † 21. Juli 1973 in Benowa, Queensland, Australien) war ein britischer Sprinter.
Bei den Olympischen Spielen 1920 in Antwerpen wurde er Vierter in der 4-mal-100-Meter-Staffel.